# Wagmüllerstraße 20

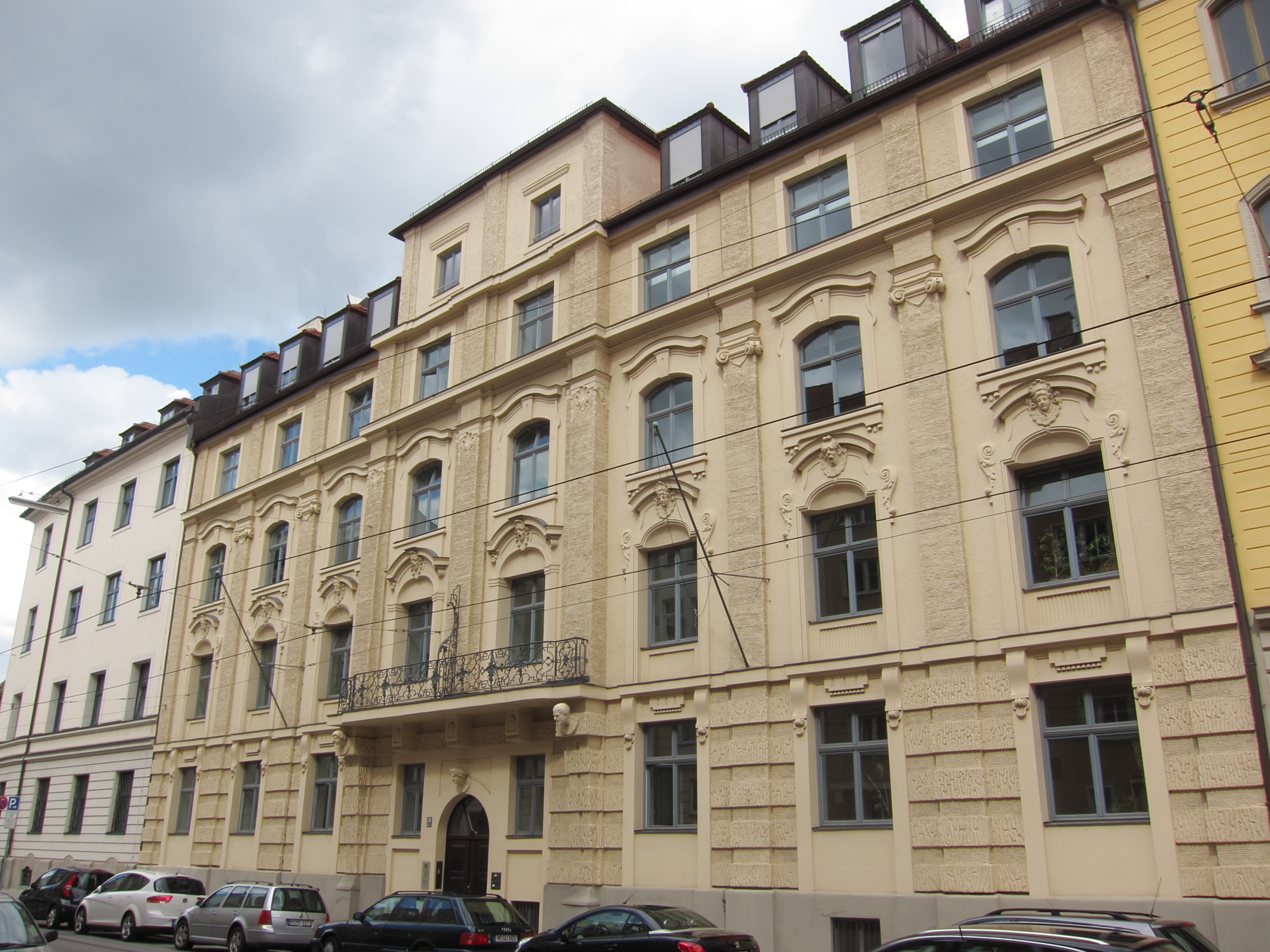
Haus Wagmüllerstraße 20 in München

Das ehemalige Mietshaus Wagmüllerstraße 20 in der bayerischen Landeshauptstadt München wurde wohl 1897 errichtet. Das heute als Bürohaus genutzte Gebäude im Stadtteil Lehel ist ein geschütztes Baudenkmal und ist in der Bayerischen Denkmalliste eingetragen. Im Gebäude befindet sich die Zentralverwaltung der Hochschule für den öffentlichen Dienst in Bayern.

## Beschreibung
Das neubarocke Bauwerk, das über 35 Meter breit und etwa 16 Meter tief ist, wurde nach Plänen des Münchner Architekten Emanuel von Seidl errichtet und von den Baumeistern Rudolf und Ferdinand Schratz ausgeführt. Die Fassade ist reich gegliedert mit plastischem Dekor (Büsten, Masken) und Pilastern.
Vom mittig gelegenen Hauseingang kommt man in ein Vestibül und von da gelangt man über ein hohes Zwischenpodest zur rückwärtigen doppelläufigen Podesttreppe. In jedem Stockwerk gab es ursprünglich zwei großzügige Wohnungen, die sich spiegelbildlich entsprachen. Im Jahr 1938 erfolgte der Dachausbau für das Luftkreiskommando V. Den Zweiten Weltkrieg überstand das Anwesen nahezu unbeschadet.
Im Vestibül und im ersten Obergeschoss ist der ursprüngliche Stuckdekor erhalten.

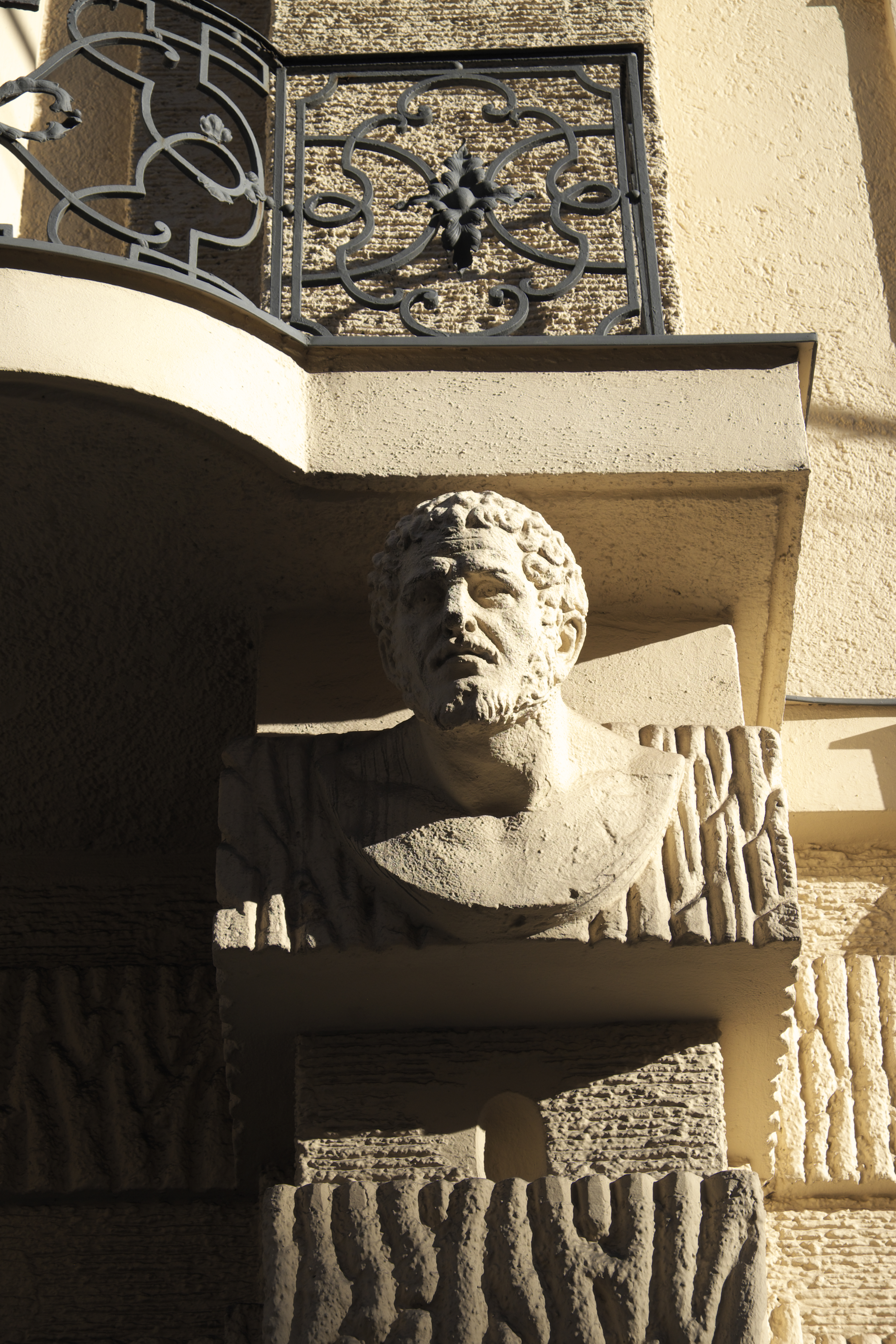
Büste eines Mannes
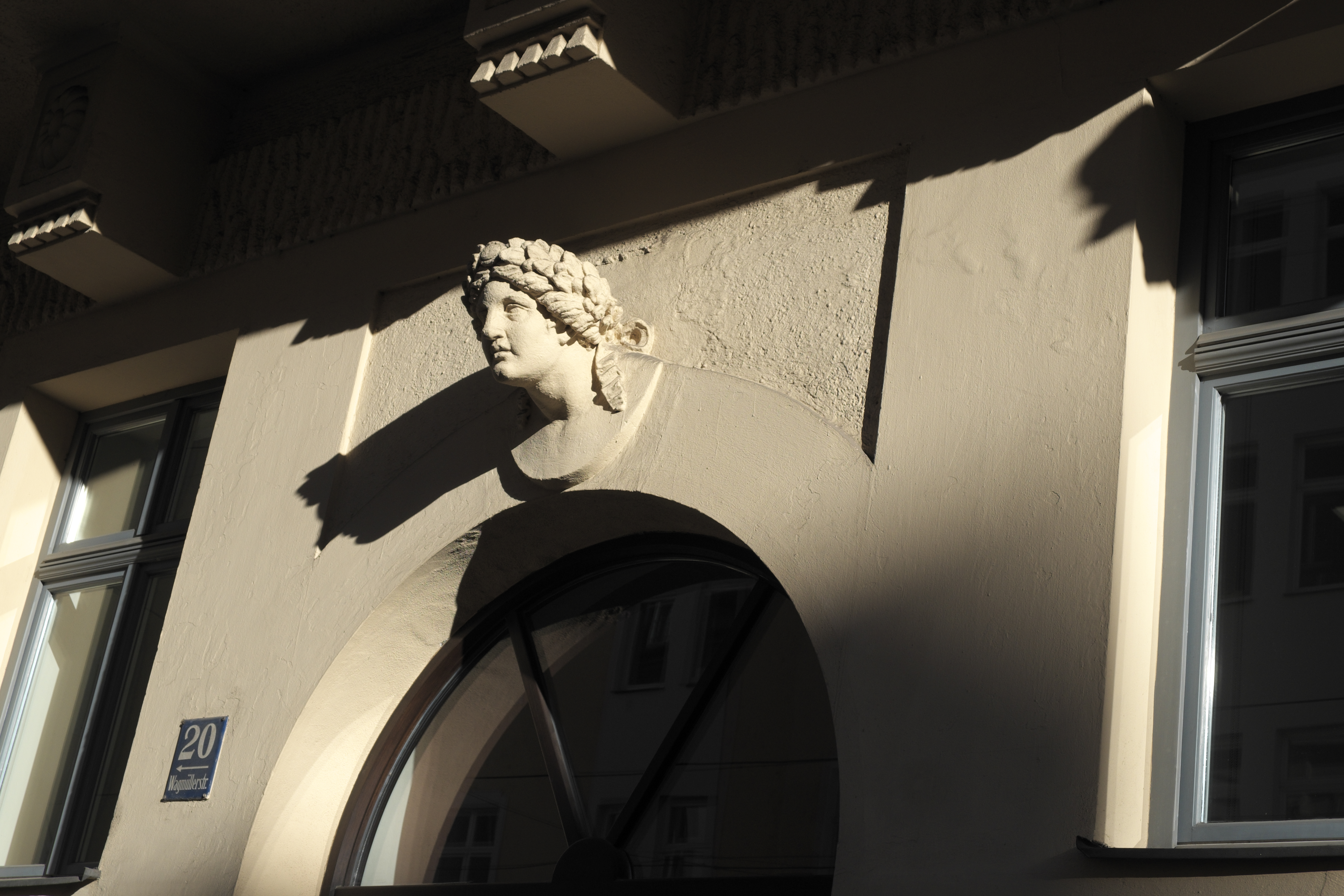
Büste einer Frau
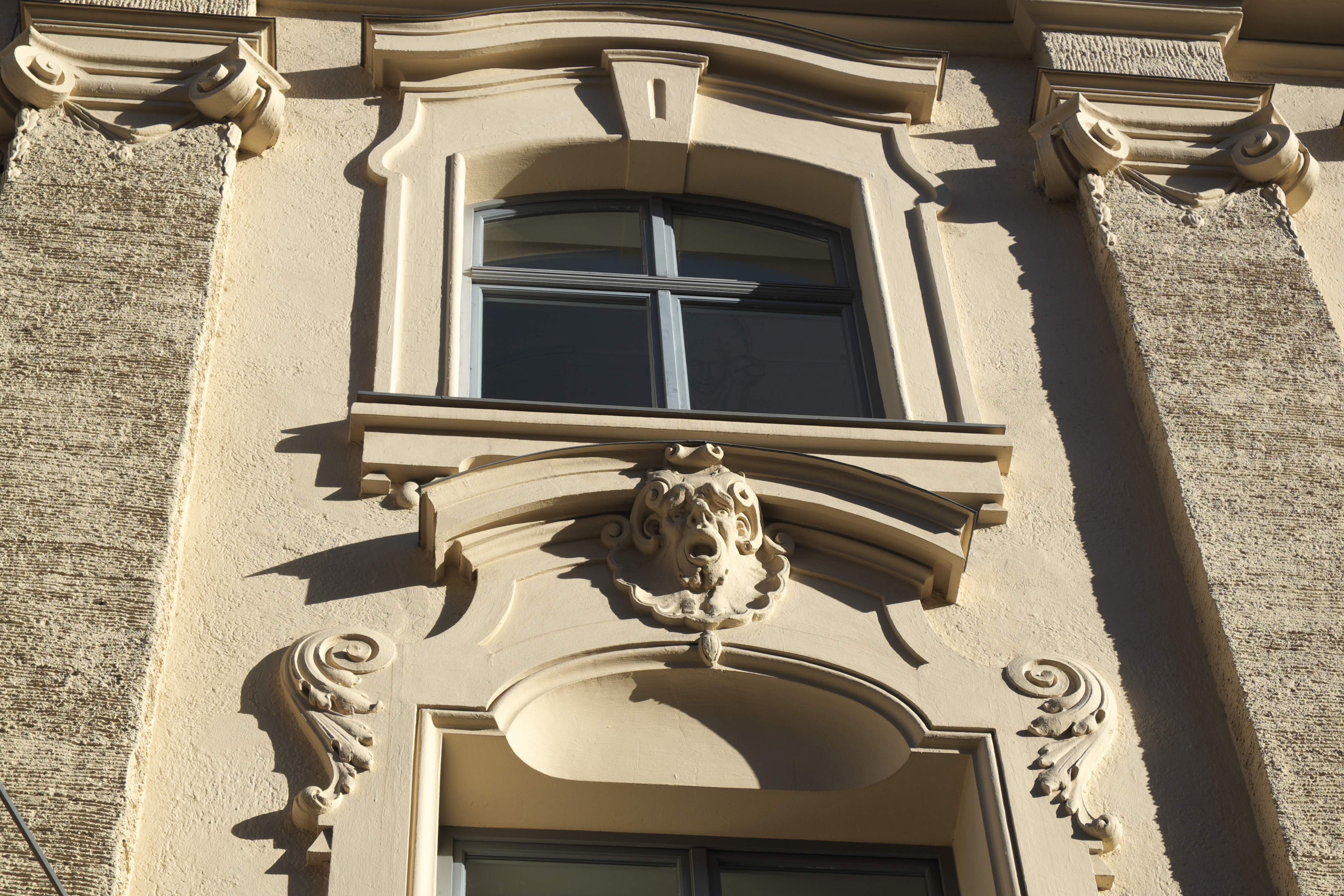
Fassade mit Maskaron und Pilaster
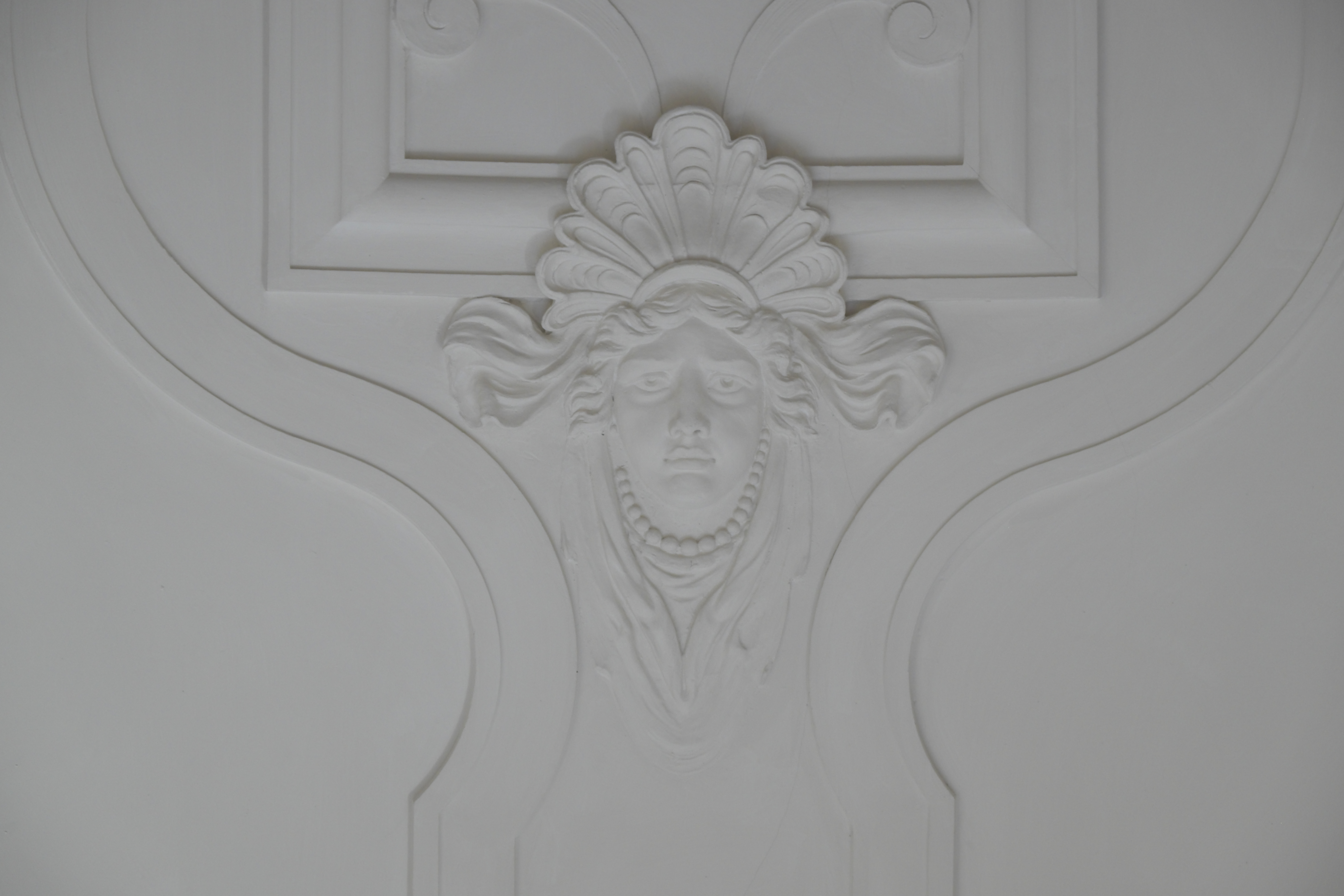
Stuckdekor im Vestibül